# معالجة مناعية للسرطان

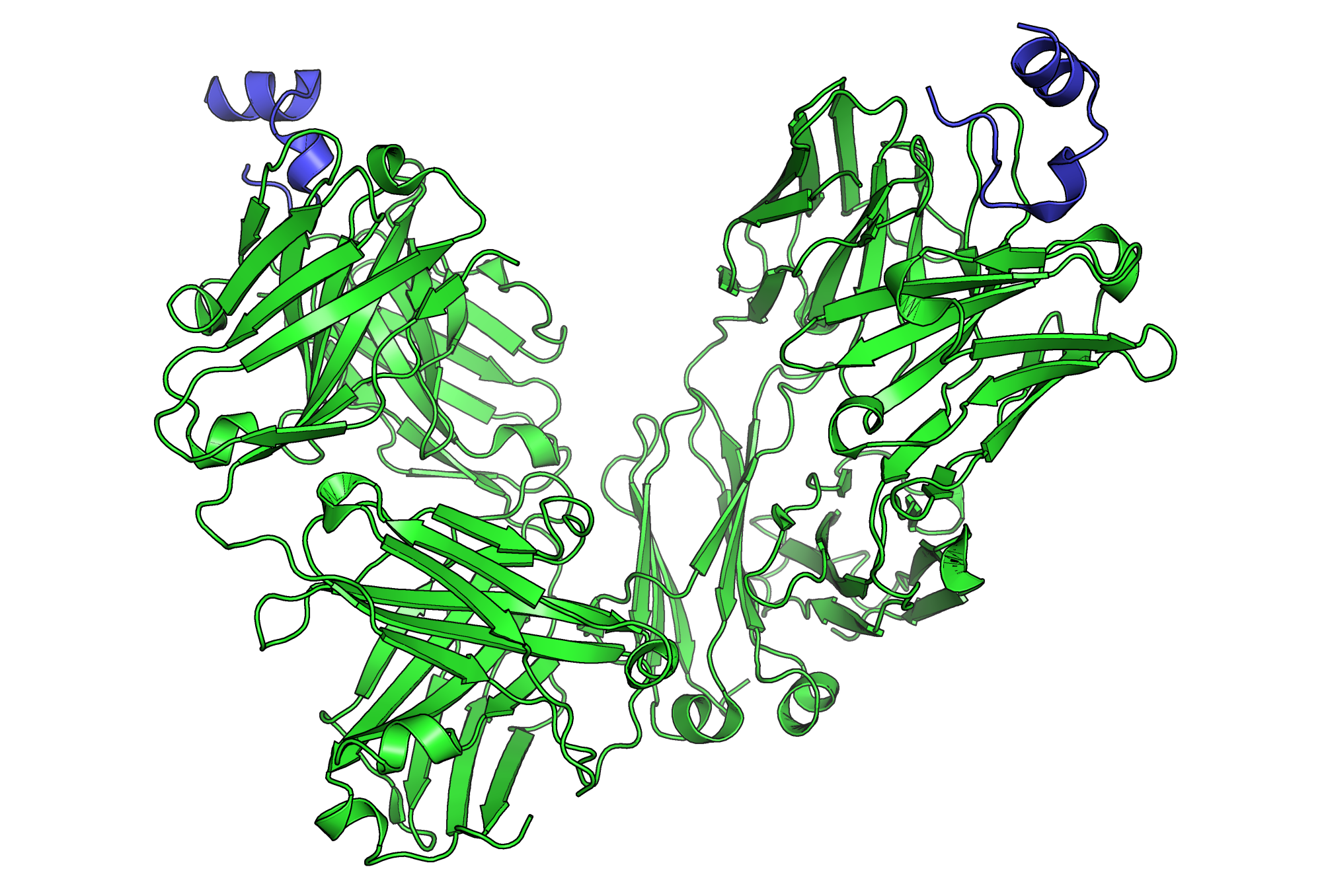
حاتمة ببتيدية لبروتين CD20 مرتبطة ب الجزء المتغير للجسم المضاد ريتوكسيماب

تعتمد معالجة المناعية للسرطان على استخدام الجهاز المناعي لمعالجة السرطان. المعالجة المناعية غالبا ما تقسم إلى نشطة أو خاملة أو مركبة (نشطة مع خاملة).
هذه المعالجة تظهر حقيقة ان الخلايا السرطانية غالبا ما تملك على سطحها الخارجي جزيئات مختلفة بشكل طفيف عن الخلايا الطبيعية والتي يمكن اكتشافها عبر الجهاز المناعي، وتعرف هذه الجزيئات بانتيجينات السرطان. انتيجينات السرطان اغلبها بروتينات أو جزيئات كبيرة (مثل الكربوهيدرات).
```
العلاج المناعي إحدى أنواع علاجات 
السرطان
 التي تهدف لاستغلال قوة 
الجهاز المناعي
 من أجل إما الوقاية أو علاج السرطان.ويعتمد على مساعدة جهاز المناعة على محاربة السرطان، ويساعد الجهاز المناعي الجسم على محاربة 
الالتهابات
 والأمراض الأخرى، ويتكون من خلايا الدم البيضاء وأعضاء وأنسجة الجهاز الليمفاوي.
```

يكون العلاج المناعي للسرطان على شكل علاجات مختلفة، بما في ذلك الأجسام المضادة المستهدفة للورم ولقاحات السرطان ونقل الخلايا والفيروسات التي تصيب الورم، ومثبطات نقاط التفتيش، والسيتوكينات، والمواد المساعدة. 
والمعالجات المناعية هي شكل من أشكال العلاج الحيوي (يُسمى أيضًا العلاج البيولوجي أو معدل الاستجابة البيولوجية لانها تستخدم يواد من الكائنات الحية لمكافحة المرض. تستخدم بعض العلاجات المناعية الهندسة الوراثية لتعزيز قدرات الخلايا المناعية على مكافحة السرطان ويمكن أن يشار إليها باسم العلاجات الجينية. يمكن أيضًا استخدام هذه العلاجات بالتشارك مع الجراحة أو العلاج الكيميائي أو الإشعاعي أو العلاجات المستهدفة لتحسين فعاليتها.
المعالجة المناعية النشطة تحرض الجهاز المناعي لمهاجمة الخلايا السرطانية عبر استهداف الانتيجينات المرتبطة بالسرطان. اما المعالجة المناعية الخاملة هي في الاصل استخدام مواد معدة خارج الجسم مثل  اجسام مضادة احادية النسل (monoclonal antibodies) والخلايا الليمفاوية والسيتوكينات والتي لا يقوم الجسم بانتاجها بل يتم حقنه بها.
مقارنة بما سبق، فإن الأجسام المضادة تعتبر اكثرها نجاحا حتى الآن، وتستخدم لمعالجة أنواع مختلفة من السرطان. الاجسام المضادة عبارة عن بروتينات تنتج بواسطة الجهاز المناعي وترتبط بالانتيجين المستهدف على سطح الخلايا. في الظروف الطبيعية، فإن الجسم يصنع هذه الاجسام المضادة ويستخدمها لمحاربة الجراثيم والاجسام الغريبة، بحيث يكون كل جسم مضاد مصنَع خصيصا لنوع معين من البروتينات الخاصة بالجراثيم.
أهم البروتينات المستهدفة من قبل الاجسام المضادة هي مستقبلات الخلايا السطحية (الموجودة على سطح الخلايا) وتشمل على سبيل المثال: CD20, CD274, CD279.
حين يرتبط الجسم المضاد بالانتيجين المستهدف، فإنه يحفز قتل الخلايا عبر السمية المناعية الخلوية (cell mediated cytotoxicity)، كما يحفز النظام المتمم أو يمنع المستقبل من التفاعل مع ربيطته (الربيطة عبارة عن أي جزيء يرتبط بالمستقبل ويحفزه على اداء وظيفة معينة). هناك العديد من الاجسام المضادة التي تم الموافقة على استخدامها لعلاج مختلف الحالات المرضية مثل Alemtuzumab, Ipilimumab, Nivolumab, Ofatumumab,  Rituximab

## تاريخ
يعود الدليل الأول على المعالجة المناعية للسرطان إلى أوراق البردي الإيبيرية (1550 قبل الميلاد). استخدم الفرعون المصري إمحوتب (2600 قبل الميلاد) الكمادات ثم الشق الجراحي لعلاج الأورام، ما يسهل حدوث الإنتان في المنطقة المرغوبة وقد يؤدي إلى تراجع الورم. «خلال القرنين السابع عشر والثامن عشر، انتشرت أشكال متعددة من المعالجة المناعية للسرطان. في القرنين الثامن عشر والتاسع عشر، استُخدمت الضمادات الملوثة المغلفة للأورام المتقرحة في علاج السرطان. تُركت جروح العمليات الجراحية مفتوحة لتسهيل إنتان الجرح، وصنع الأطباء قرحات متقيحة بشكل مقصود.. ذُكر واحد من أشهر تأثيرات الأحياء الدقيقة على.. السرطان عام 1891، حين طعم الجراح الأمريكي وليام كولي المرضى المصابين بأورام غير قابلة للجراحة ببكتيريا [العقدية المقيحة]».
«كان كولي قد راجع الأدب الطبي المتوفر في ذلك الوقت بشكل مفصل ووجد 38 تقريرًا عن مرضى السرطان المصابين بالحمى لأهداف علاجي أو بالصدفة. لدى 12 مريضًا من هؤلاء، اختفت الساركوما أو الكارسينوما بشكل كامل؛ تحسنت حالة المرضى الآخرين بشكل كبير. قرر كولي محاولة استخدام الحمرة العلاجية..». «طور كولي سمًا يحوي بكتيريا مقتولة بالحرارة [هي العقدية المقيحة والسراتية الذابلة]. حتى عام 1963، استُخدم هذا العلاج ضد الساركوما». «حقن كولي أكثر من ألف مصاب بالسرطان بالبكتيريا أو المواد المشتقة منها». «أبدى 51.9% من مرضى [كولي] المصابين بساركومات غير قابلة للجراحة في الأنسجة الرخوة تراجعًا كاملًا للورم وبقوا على قيد الحياة لأكثر من 5 سنوات، كما بقي 21.2% من المرضى بدون أي دليل سريري على وجود الورم لمدة 20 سنة على الأقل بعد العلاج..».

## الأنواع
يمكن تصنيف المعالجات المناعية إلى معالجة فاعلة أو منفعلة أو هجينة (فاعلة ومنفعلة في آن واحد). توجه المعالجة المناعية الفاعلة جهاز المناعة إلى مهاجمة الخلايا الورمية من خلال استهداف المستضدات الورمية. تحسن المعالجات المناعية المنفعلة الاستجابات المضادة للورم الموجودة مسبقًا في الجسم، وهي تتضمن استخدام الأضداد وحيدة النسيلة والخلايا اللمفية والسيتوكينات.
يمكن معالجة طيف واسع من السرطانات باستخدام أدوية المعالجة المناعية المتنوعة التي وافقت عليها سلطات صحية عديدة حول العالم.
عادة ما تشمل المعالجات المناعية المنفعلة استهداف المستقبلات الموجودة على سطح الخلايا، وهي تشمل الأضداد الموجهة ضد المستقبلات سي دي 20 وسي دي 274 وسي دي 279. بعد الارتباط بمستضد سطحي سرطاني، يمكن أن تحرض الأضداد المعدلة عملية السمية الخلوية المتواسطة بالخلايا والمعتمدة على الأضداد أو تفعل جملة المتممة أو تمنع المستقبل من التفاعل مع ربيطته، وتفيد هذه الآليات جميعًا في القضاء على الخلايا المستهدفة. بعيدًا عن المستقبلات التقليدية المعدلة للمناعة، أصبحت مركبات البرتيوغليكان الخلوي السطحي هدفًا جديدًا للمعالجة المناعية للسرطان.
تشمل الأضداد العلاجية المناعية المصرح بها أدوية أليمتوزوماب وإيبيليموماب ونيفولوماب وأوفاتوموماب وبمبروليزوماب وريتوكسيماب.
تعمل العلاجات الخلوية الفاعلة عادة على إزالة الخلايا الورمية من الدم أو من الورم الصلب. تُزرع هذه الخلايا الخاصة بالورم في مزارع خلوية خاصة ثم تُعاد إلى جسم المريض حيث تعمل على مهاجمة الخلايا الورمية؛ بشكل بديل، يمكن هندسة الخلايا المناعية وراثيًا للتعبير عن مستقبل خاص بالورم وزرعها في مزارع خلوية ثم إعادتها إلى جسم المريض. تشمل الخلايا القابلة للهندسة الوراثية بهذه الطريقة الخلايا القاتلة الطبيعية (إن كي) والخلايا القاتلة المفعلة بالليمفوكين (إل إيه كي) وخلايا تي القاتلة والخلايا المتغصنة (الخلايا المقدمة للمستضد).